# محطات كهرباء المسجد الحرام
محطات الكهرباء في المسجد الحرام هي منظومة التغذية الكهربائية في المسجد الحرام ومن أهم البُنى التحتية الحيوية التي تُسهم في دعم واستمرارية الخدمات التشغيلية داخل الحرم المكي، وذلك على مدار الساعة وطوال أيام العام. وتُشرف على تشغيل هذه المنظومة وصيانتها الهيئة العامة للعناية بشؤون المسجد الحرام والمسجد النبوي، ممثلةً في وكالة الشؤون الفنية والتشغيلية والصيانة.

## التشغيل والصيانة
تتولى الوكالة تنفيذ مهام التشغيل الفني ومتابعة التغذية الكهربائية لجميع مرافق المسجد الحرام، بما في ذلك الأنظمة والمعدات المرتبطة بها، وفقًا للمواصفات والمعايير الفنية المعتمدة. وتهدف هذه الجهود إلى ضمان توفير خدمة كهربائية مستقرة وآمنة للحرم الشريف، خصوصًا خلال المواسم عالية الكثافة مثل شهر رمضان وموسم الحج.
يشارك في تنفيذ هذه المهام عدد من الكوادر الفنية والمشغلين المختصين، يعملون ضمن برنامج صيانة وتشغيل سنوي شامل، يتضمن:
- اختبارات أسبوعية للتأكد من سلامة الخطوط الناقلة للكهرباء.
- اختبارات شهرية للمولدات الاحتياطية.
- صيانة سنوية دورية للمعدات والمحطات الكهربائية.
- فحوصات موسمية خلال شهر رمضان وموسم الحج لضمان الجاهزية الكاملة.[1]

## تاريخ
يُعد المسجد النبوي في المدينة المنورة أول موقع شهد استخدام الطاقة الكهربائية داخل أراضي المملكة العربية السعودية، حيث بدأت إضاءته في عام 1327هـ (1907م) باستخدام مولدين كهربائيين، أحدهما يعمل بالفحم والآخر بالكيروسين، وتبلغ قدرة كل منهما نحو 20 كيلوات. كما استُخدمت بطارية مشحونة لإنارة المسجد لصلاة الفجر. ويُلاحظ أن إدخال الكهرباء إلى المدينة المنورة جاء بعد أقل من أربعين عامًا من إنشاء أول محطة توليد كهرباء في العالم عام 1299هـ (1889م).

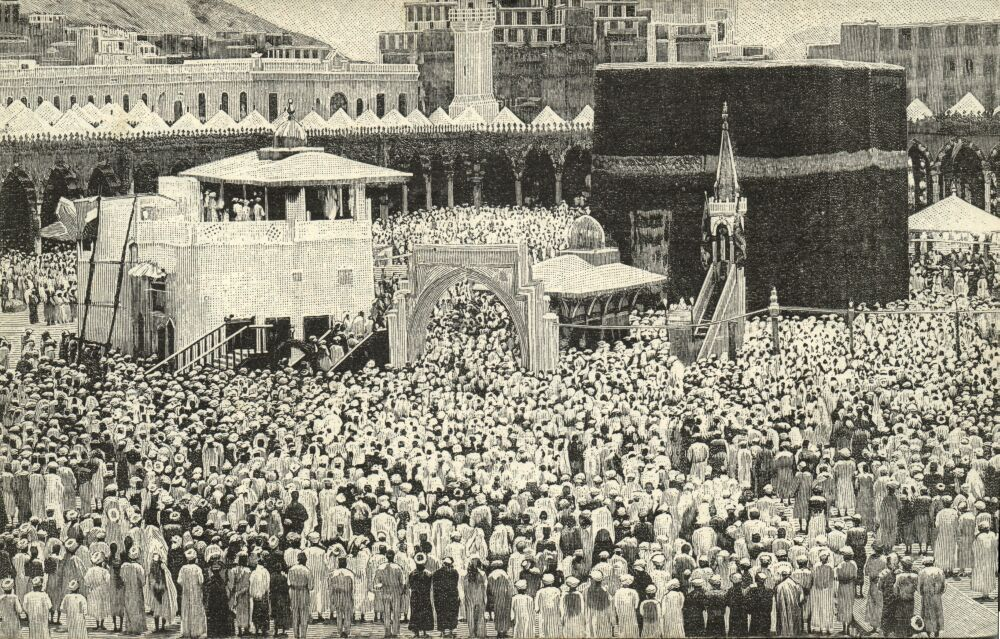
المسجد الحرام قديماً

أما المسجد الحرام في مكة المكرمة، فكان ثاني موضع تدخل إليه الكهرباء في المملكة، حيث أُضيء لأول مرة في عام 1338هـ (1918م) بواسطة مولدات كهربائية خُصّصت لهذا الغرض، وكانت تابعة لإدارة الحرم المكي ومثبتة في محلة أجياد.
وفي مكة المكرمة أيضًا، بدأت أولى محاولات إنارة الشوارع والمنازل بوسائل بدائية، وذلك مع ظهور مصانع الثلج ومطاحن الحبوب الآلية، والتي استخدمت فائض الكهرباء الناتجة عنها في إنارة الأحياء المجاورة. كانت فترات الإنارة محدودة وتبدأ من صلاة المغرب ولمدة ثلاث ساعات تقريبًا. وتجدر الإشارة إلى أن أول مصنع للثلج في مكة أُنشئ في محلة السليمانية خلال الأربعينيات الهجرية، وأسهم في تزويد المنطقة المحيطة بالكهرباء. كما تم إنشاء مطحنة حبوب آلية في محلة التيسير بجرول على شارع أحمد كوبر، واستفادت المحلات المجاورة من الفائض الكهربائي المتولد من هذه المنشأة.

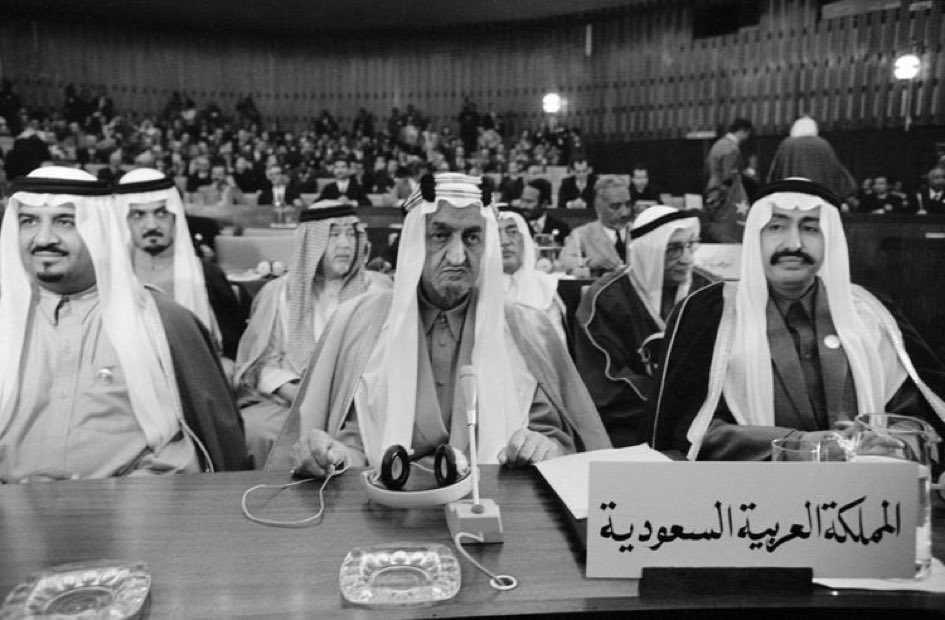
الملك فيصل بن عبدالعزيز آل سعود

وتُعد هذه الجهود الفردية والمؤسسية في كل من المدينة المنورة ومكة المكرمة وجدة، بمثابة البداية الفعلية لدخول الكهرباء إلى المملكة العربية السعودية. فكانت الكهرباء تُنتج كخدمة ثانوية ضمن منشآت مثل مصانع الثلج ومطاحن الحبوب، دون وجود مشروع اقتصادي متكامل لإنتاجها. ومع تزايد الحاجة لهذه الخدمة، رأت الحكومة السعودية أهمية تحويل الكهرباء إلى قطاع اقتصادي مستقل. فتم في عام 1347هـ (1929م) تشكيل لجنة خاصة بحضور نائب جلالة الملك في الحجاز آنذاك الأمير فيصل بن عبدالعزيز – رحمه الله – لدراسة تأسيس مشروع توليد كهربائي تتولى الدولة ثلثي تمويله، ويُطرح الباقي للمواطنين كأسهم.
وقد مهّد ذلك لصدور نظام منح امتياز الطاقة الكهربائية عام 1352هـ (1933م)، الذي أسّس لمرحلة جديدة من الاستثمار في هذا القطاع. فتم منح امتيازات إنارة المدن لعدد من رجال الأعمال السعوديين؛ فكانت جدة أولى المدن، تلتها الطائف عام 1365هـ، ثم جازان والمدينة المنورة في عام 1366هـ، والرياض في عام 1367هـ (1948م) حيث أمر الملك عبدالعزيز بإنارتها، ووصلت أولى المولدات من سان فرانسيسكو، بطاقة بلغت آنذاك 1600 كيلواط.
وفي المنطقة الشرقية، أنشئت شركة القوى الكهربائية لمحافظة الظهران عام 1369هـ، وتولت التوزيع في الظهران والدمام والخبر، إلى جانب إنتاج الكهرباء من قبل شركة أرامكو لأعمالها.

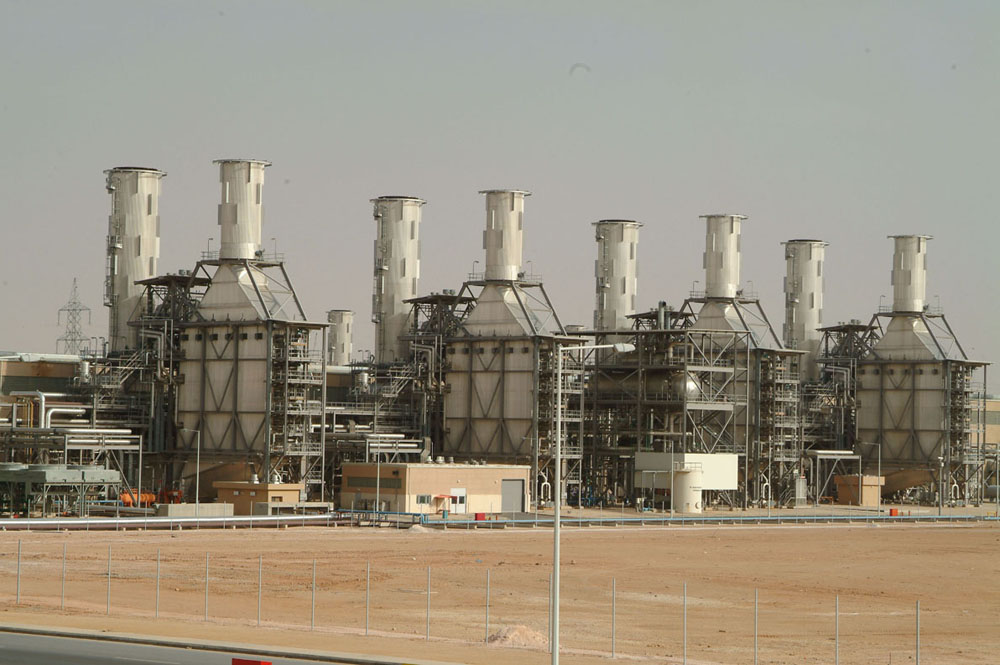
محطة كهرباء في المملكة العربية السعودية

مع نهاية عهد الملك المؤسس عبدالعزيز – رحمه الله – كانت نواة صناعة الكهرباء قد تكوّنت على أسس اقتصادية وإدارية صلبة، مما مهّد لاحقًا لدمج الشركات المحلية ضمن كيان وطني موحد هو الشركة السعودية للكهرباء. وقد تطور الإنتاج من 20 كيلواط في البدايات إلى أكثر من 290 مليار كيلواط مباع عام 1439هـ، لتغطي الكهرباء أكثر من 13 ألف مدينة وقرية في أنحاء المملكة.
وبدأ دخول الكهرباء بشكل أكبر إلى المسجد الحرام في عام 1373هـ (1954م)، وذلك ضمن أعمال التوسعة السعودية الأولى التي أطلقها الملك المؤسّس عبدالعزيز بن عبدالرحمن آل سعود، وهدفت إلى إنارة مساحة تقارب 750,000 متر مربع داخل نطاق الحرم الشريف. وقد شكّلت هذه الخطوة نقلة نوعية في الخدمات الفنية المقدمة داخل المسجد الحرام، وساهمت في تسهيل أداء المناسك لزوار بيت الله الحرام. ونُفذت خلال عهد الملك سعود، واستُكملت في عهد الملك فيصل – رحمهما الله – أعمال تطوير البنية التحتية الكهربائية للمسجد الحرام، حيث شهد عام 1405هـ إنشاء شبكة كهربائية متقدمة شملت أربع محطات رئيسية موزعة في مواقع استراتيجية عند باب الملك عبدالعزيز، وباب العمرة، وباب الفتح، وباب الصفا، بهدف تعزيز موثوقية التيار الكهربائي وضمان استمراريته في كافة أنحاء المسجد وأدواره المختلفة، وتفادي أي انقطاع قد يؤثر على مرافقه الحيوية.

## التوسعة الثالثة ومنظومة الطاقة
شهدت أعمال التوسعة السعودية الثالثة للمسجد الحرام نقلة في منظومة الطاقة الكهربائية، حيث تم إنشاء 12 محطة كهربائية رئيسة وفرعية، تُغذي مرافق الحرم بكميات كبيرة من الطاقة الكهربائية تُقدَّر بالميجاوات شهريًا.
وتخدم هذه المحطات أكثر من 250,000 نظام ومعدة تغطي الجوانب الكهربائية والميكانيكية والمدنية، إضافة إلى الأجهزة الإلكترونية والخدمات المساندة، مثل:
- أنظمة السقاية والتبريد
- أعمال النظافة العامة
- السلالم الكهربائية والمصاعد

كما تضم المنظومة أكثر من 120,000 وحدة إنارة، يعمل معظمها على مدار 24 ساعة يوميًا، لتوفير الإضاءة المستمرة داخل المسجد الحرام وفي المواقع المحيطة به التي تتطلب تشغيلًا دائمًا للطاقة.

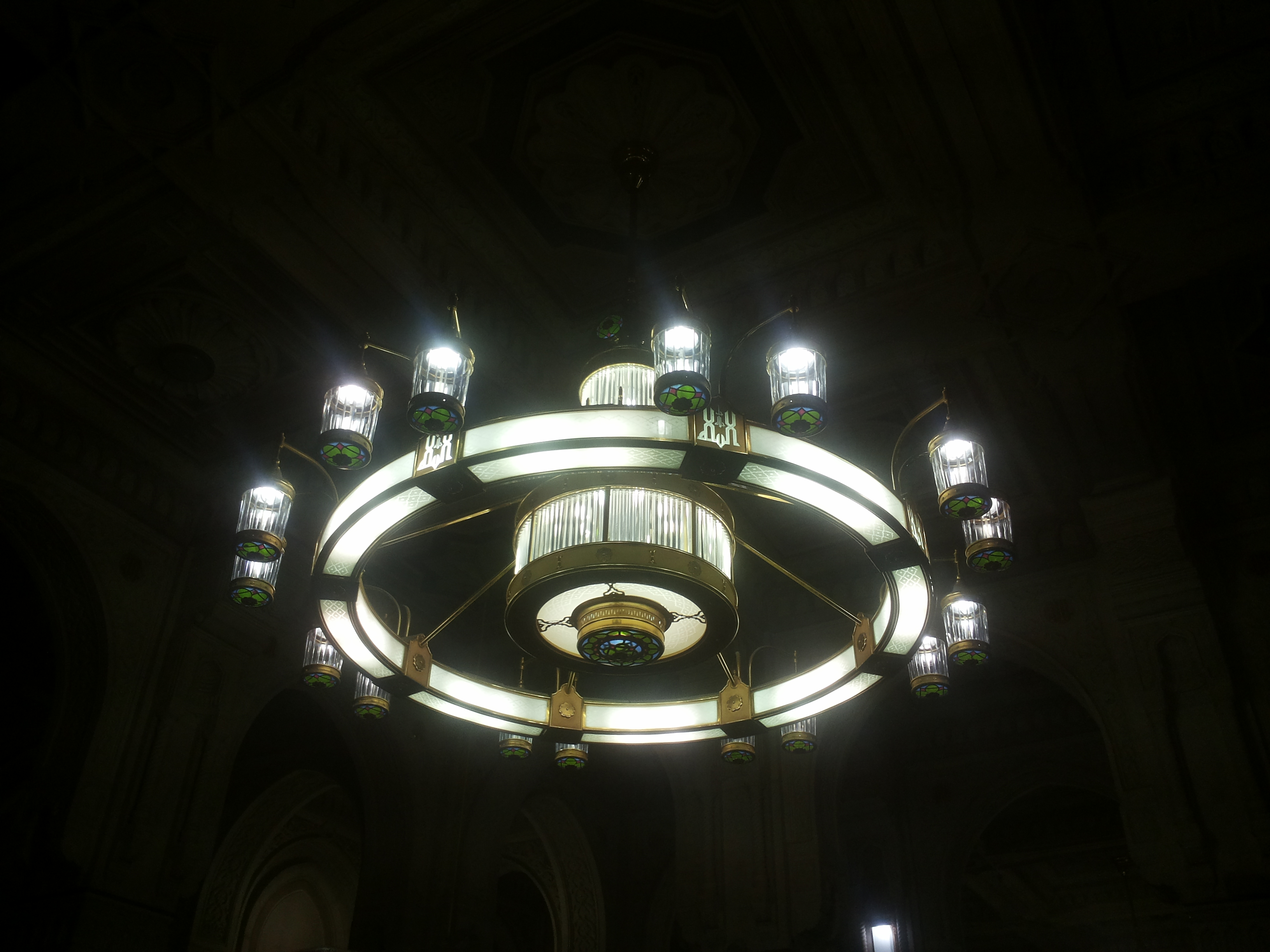
الإنارة في الحرم المكي

## منظومة الطاقة الاحتياطية في المسجد الحرام
يقع جزء من منظومة الإمداد الكهربائي الاحتياطي للمسجد الحرام في محطة توليد الطاقة الكهربائية الواقعة في منطقة كُدَي، على بُعد نحو ثلاثة كيلومترات جنوب الحرم المكي. وتضم المحطة ثمانية مولدات كهربائية وعشرة مغذيات، تُسهم في تزويد المسجد الحرام بالطاقة الاحتياطية عند الحاجة، حيث تبلغ قدرة المولد الواحد 4 م.ف.أ (ميغا فولت أمبير)، ويتم تحويل الحمل الكهربائي إليها خلال فترة زمنية تتراوح بين دقيقة إلى ثلاث دقائق فقط.
ويُعزّز هذا النظام وجود 67 مغذيًا كهربائيًا لتوزيع الأحمال الكهربائية والميكانيكية داخل المسجد الحرام، وتعمل على توفير طاقة احتياطية من عدة محطات، بهدف ضمان الاستمرارية وتفادي أي انقطاع مفاجئ للتيار الكهربائي.
ولزيادة موثوقية التشغيل، توجد في 15 موقعًا داخل الحرم وحدات توفير الطاقة غير المنقطعة (UPS)، وهي وحدات متخصصة تؤمّن الطاقة الفورية للأنظمة الحساسة مثل:
- أنظمة الصوت
- الإضاءة
- كاميرات المراقبة

وتُدار هذه الأنظمة من خلال منظومتين تقنيتين:
- نظام SCADA لمراقبة الجهد المتوسط.
- نظام BMS لمراقبة والتحكم بالجهد المنخفض.

وتُسهم هذه الإجراءات والتقنيات في الحفاظ على استمرارية الخدمة الكهربائية للأنظمة التشغيلية الحيوية داخل المسجد الحرام في جميع الظروف.

## محطات وأرقام في تاريخ الكهرباء بالحرم والمملكة
| البيان                                  | الرقم/الوصف                                 | السنة/التاريخ      |
| --------------------------------------- | ------------------------------------------- | ------------------ |
| أول إنارة كهربائية في المسجد النبوي     | 20 كيلوواط                                  | 1327هـ / 1907م     |
| أول إضاءة كهربائية في المسجد الحرام     | ثاني موضع تدخل إليه الكهرباء في المملكة     | 1338هـ / 1918م     |
| تشكيل لجنة لدراسة مشروع الكهرباء        | برئاسة نائب الملك آنذاك (الأمير فيصل)       | شعبان 1347هـ       |
| صدور نظام منح امتياز الكهرباء           | بداية الاستثمار الحقيقي                     | 1352هـ             |
| أول شركة كهرباء في جدة                  | محمد رضا وإبراهيم شاكر                      | غير مذكور          |
| امتياز كهرباء الطائف                    | إبراهيم الجفالي وإخوانه                     | 1365هـ             |
| شركة مساهمة للكهرباء بجازان             | جلب الكهرباء والمياه                        | 1366هـ             |
| شركة مساهمة للكهرباء بالمدينة           | عبدالعزيز الخريجي                           | 1366هـ             |
| أول كهرباء في الرياض                    | 1600 ك.و – ثم 1140 حصان ديزل                | 1367هـ – 1368هـ    |
| أول ميزانية كهرباء للرياض               | 13368 ريالًا                                 | 1368هـ             |
| شركة كهرباء الظهران                     | لتغطية الظهران والدمام والخبر               | 1369هـ             |
| شبكة كهرباء الحرم (أربعة أبواب)         | باب الملك عبدالعزيز، العمرة، الصفا، الفتح   | 1405هـ             |
| محطة كدي (احتياطية للحرم)               | 8 مولدات × 4 MVA = 32 MVA                   | تبعد 3 كم عن الحرم |
| زمن تحويل الكهرباء الاحتياطية إلى الحرم | 1 إلى 3 دقائق                               | حديثًا              |
| عدد المغذيات داخل الحرم                 | 67 مغذيًا                                    | حاليًا              |
| عدد مواقع وحدات UPS                     | 15 موقعًا                                    | حاليًا              |
| التوسعة الجديدة للحرم                   | 12 محطة كهرباء، 120 ألف إنارة، 250 ألف جهاز | حاليًا              |
| استهلاك الكهرباء في المملكة             | 290 مليار ك.و.س                             | 1439هـ             |
| التغطية الجغرافية                       | 13,112 مدينة وقرية                          | 1439هـ             |

## معرض صور

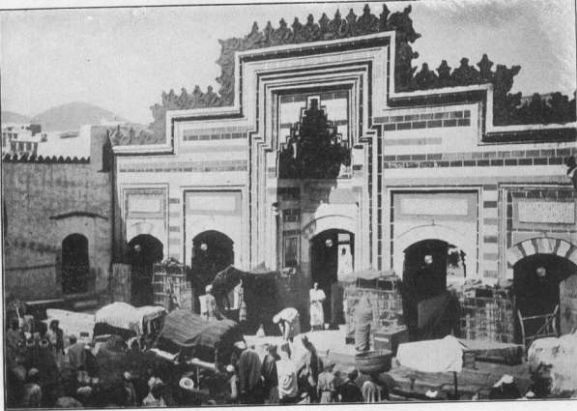
مكة قديما
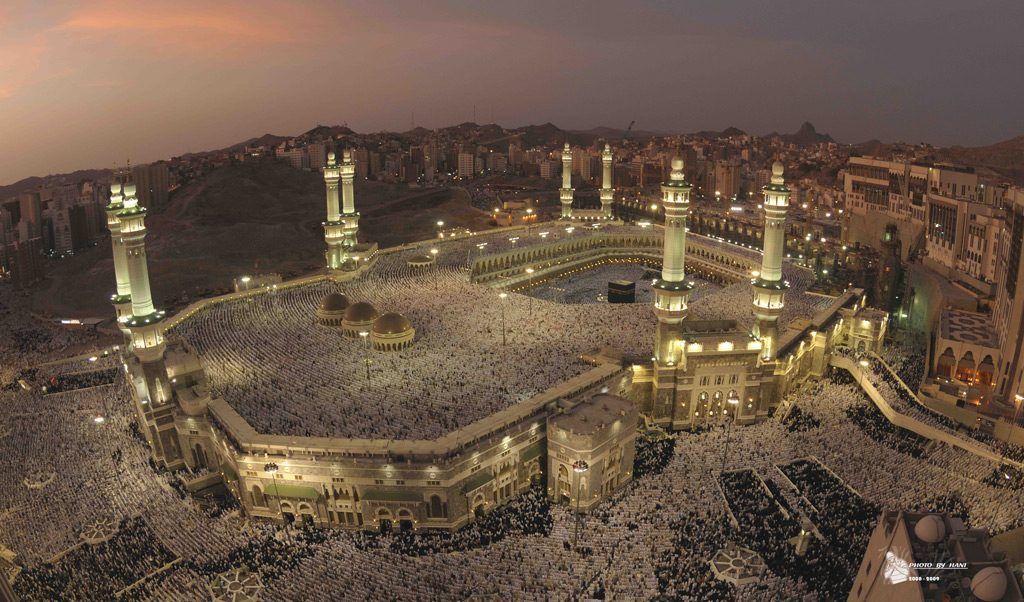
إنارة المسجد الحرام
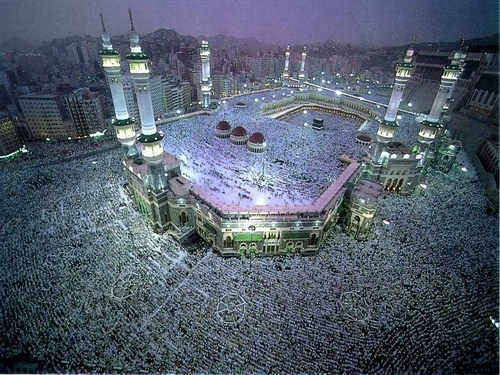
الكثافة العالية في المسجد الحرام أثناء المواسم
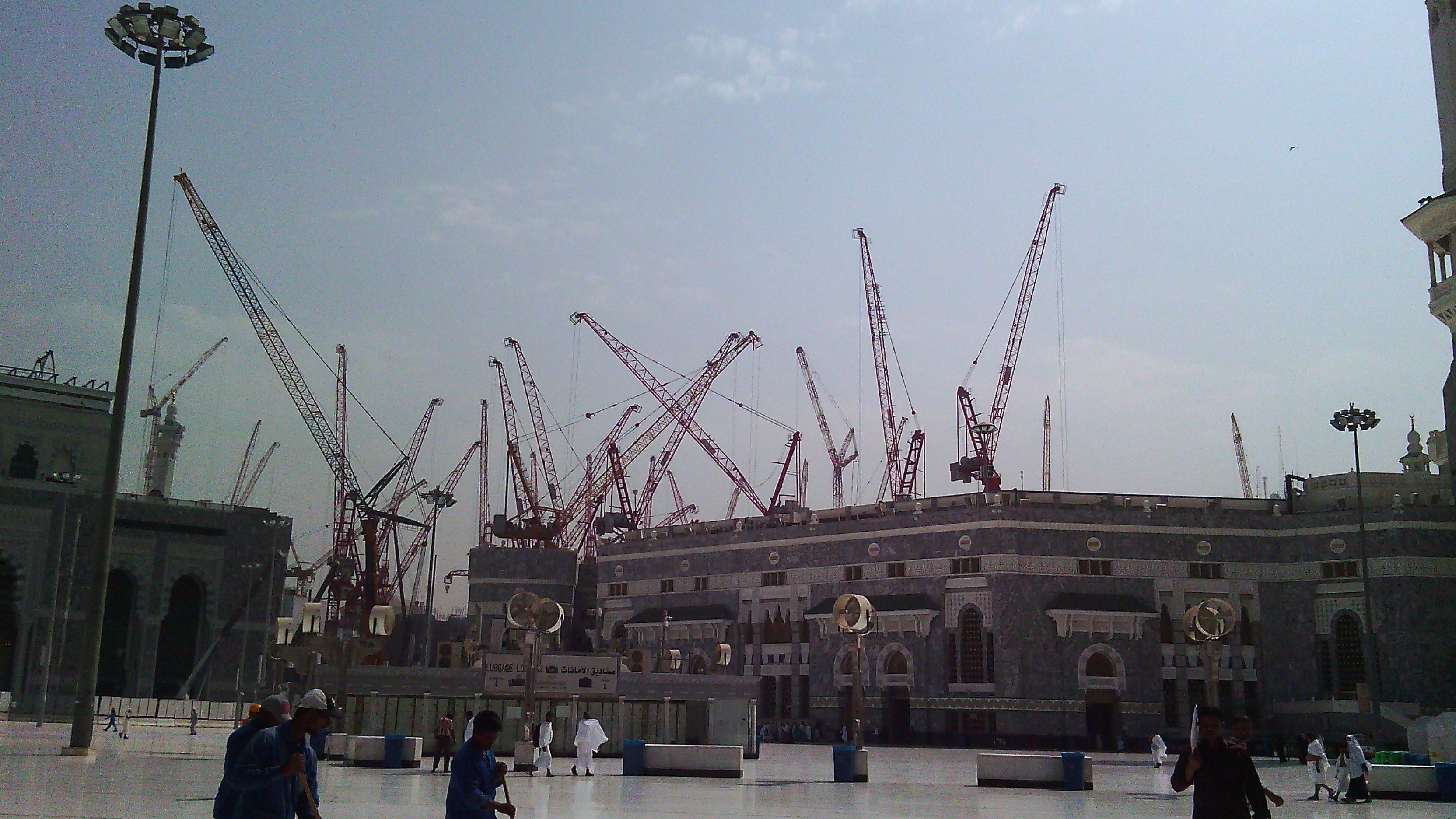
مشروع توسعة المسجد الحرام
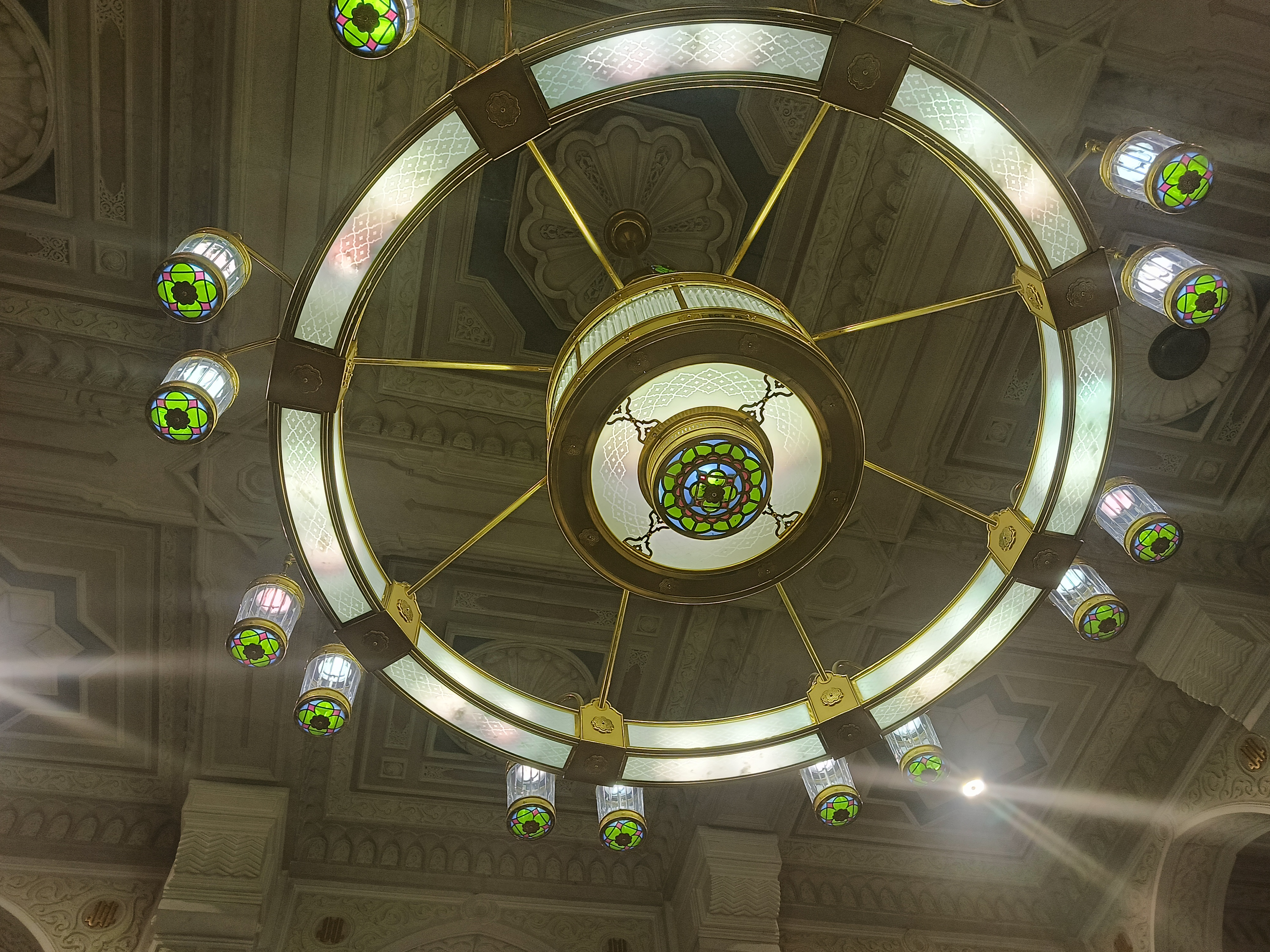
إضاءة في المسجد الحرام
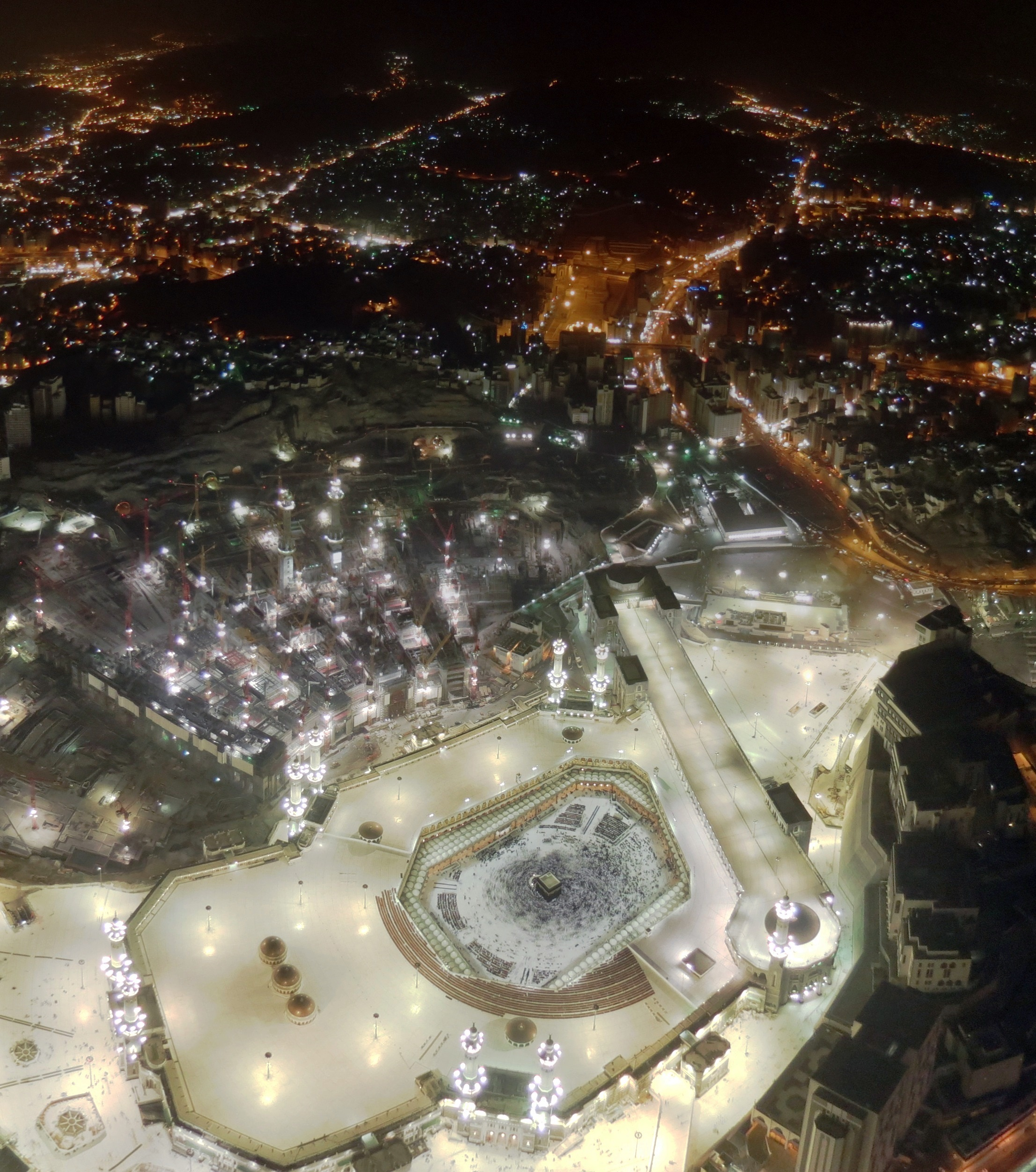
صورة جوية للكهرباء في المسجد الحرام
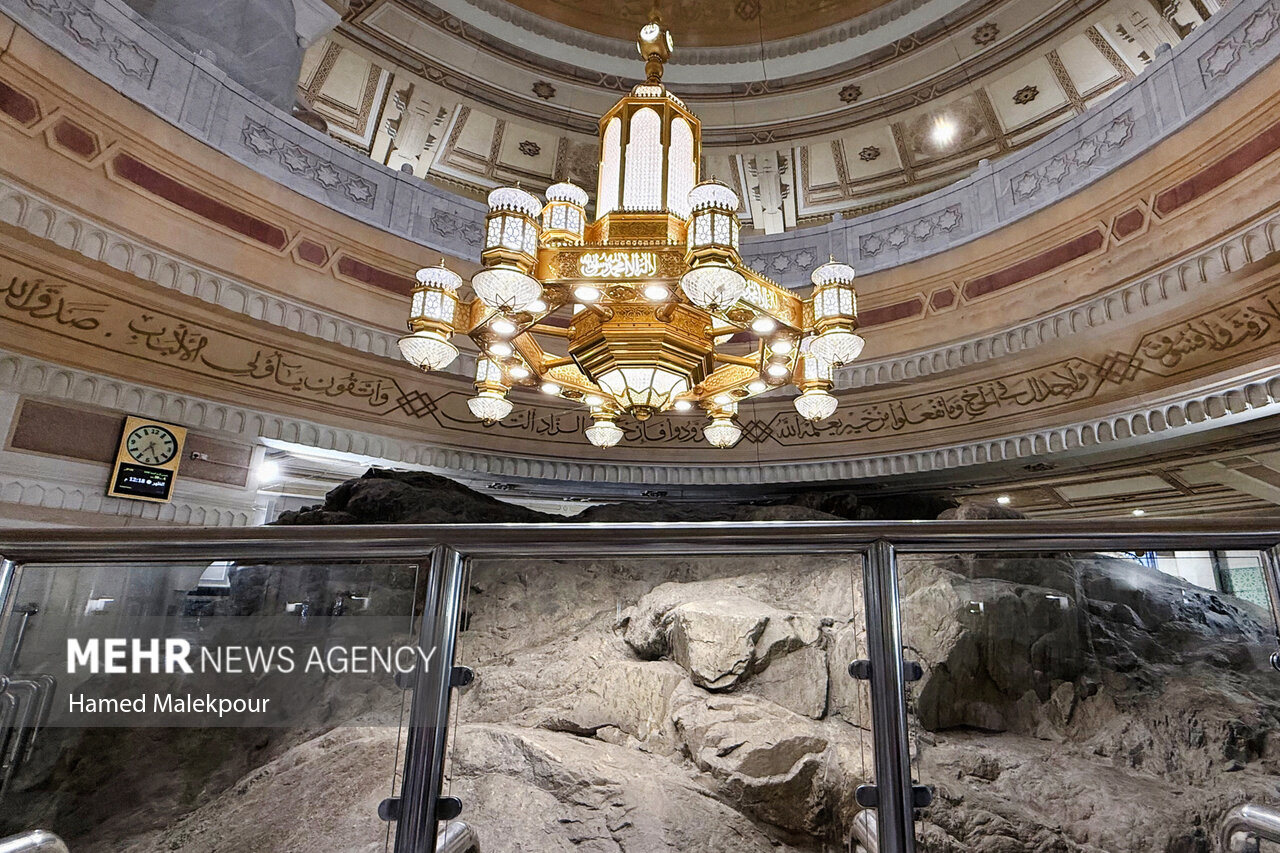
إنارة جبل الصفا في الحرم المكي

## وصلات خارجية
- بث مباشر من المسجد الحرام.
- الرئاسة العامة لشؤون المسجد الحرام والمسجد النبوي.
- توسعة الحرم عام 1432هـ / 2011 على اليوتيوب.